# Pottia tortula
Pottia tortula là một loài rêu trong họ Pottiaceae. Loài này được (Schwägr.) Müll. Hal. mô tả khoa học đầu tiên năm 1849.